# Abdel Nasser Ould Ethmane
Abdel Nasser Ould Ethmane (arabisch عبد الناصر ولد عثمان, DMG ʿAbd an-Nāṣir walad ʿUṯmān) ist einer der Mitbegründer der Menschenrechtsorganisation SOS Slaves in Mauretanien. Er gründete sie zusammen mit Boubacar Ould Messaoud, um Sklaverei in Mauretanien zu bekämpfen.

## Leben
Als Siebenjähriger durfte sich Abdel Nasser ein Geschenk aussuchen und entschied sich für den Sklaven Yebawa Ould Keihel, einen jungen dunkelhäutigen Jungen. Trotz ihrer engen Bindung, die sich seit der frühen Kindheit schon beim gemeinsamen Gestilltwerden gebildet hatte, waren die beiden Jungen fest in einer Herr-Sklaven-Beziehung eingebunden und an einer Verbrüderung gehindert worden.
Im Studium in Nouakchott erhielt Abdel Nasser eine umfassende Ausbildung und führte gleichzeitig einen nomadischen Lebensstil. Ein entscheidender Aspekt von Abdel Nassers Ausbildung war sein schrulliger europäischer Tutor, der Abdel Nasser zur Ergänzung seiner Ausbildung ans French Cultural Center brachte. Während seines Studiums dort entdeckte er etwas, das er in einem Text über die Französische Revolution las:

„Der Mensch wird geboren und bleibt frei und gleich an Rechten.“

Dieses Sprichwort sollte in den nächsten Jahren für Abdel Nasser immer größere Bedeutung erlangen, da es ein Erwachen auslöste, welches seine Werte für immer veränderte. Nach einer Phase des Nachdenkens suchte er Rat bei seinem Vater. Abdel Nasser entdeckte, dass sein Vater ihn nicht nur dazu ermutigte, vom Sklavenhaltertum abzuweichen, sondern in der Vergangenheit auch selbst versucht hatte, seine Sklaven zu befreien, was jedoch auf den Widerstand der Sklaven selbst stieß.
Nachdem er in der Lage war, die Umstände einzuordnen, die das Fortbestehen der Sklaverei in seinem Land ermöglichten, begann er, die Sklaverei anzuprangern. Er übte sich darin, die grundlegenden, alltäglichen Aufgaben zu erledigen, die einst von seinen Sklaven ausgeführt wurden.

### Internationale Arbeit
Abdel Nasser arbeitet als Berater der Vereinten Nationen im Büro für Westafrika. Er ist außerdem Mitglied des International Council der Human Rights Foundation.

## SOS Esclaves
1995 gründete Abdel Nasser zusammen mit Boubacar Messaoud, einem ehemaligen Sklaven, die Organisation SOS Esclaves Mauritanie. Zusammen suchen sie nach Wegen, die Praxis der Sklaverei in Mauretanien, die seit 1981 offiziell illegal ist, zu beenden.
Beide Männer wurden verhaftet und geschlagen in ihren Versuchen sowohl die Sklaven besitzende Klasse, als auch die „schwarzen“ Sklaven, von der Unrechtmäßigkeit der Sklaverei zu überzeugen.
SOS Esclaves veröffentlichte die Gschichten von Sklaven, die befreit worden sind und macht Lobbyarbeit für Menschen, die noch immer in Sklaverei gehalten werden. 2007 stimmte die Regierung von Mauretanien einstimmig dafür, Sklavenhalterschaft zu einem Verbrechen zu erklären.

## Veröffentlichungen
- L’opposition politique en Mauritanie: discours et modes d’action depuis 1980.
- Systématisation du procés moral du tiers-mondisme: essai d’exégèse de trois contributions pionnières.